# الکساندر کورلوویچ
الکساندر کورلوویچ (روسی: Александр Николаевич Курлович؛ ۲۸ ژوئیهٔ ۱۹۶۱ – ۶ آوریل ۲۰۱۸) وزنه‌بردار اهل بلاروس بود.
از افتخارات وی میتوان به کسب مدال طلا وزن ۱۱۰+ کیلوگرم در بازی‌های المپیک تابستانی ۱۹۸۸ و بازی‌های المپیک تابستانی ۱۹۹۲ اشاره کرد.